# Noah Maposa
Noah Maposa (sinh ngày 3 tháng 6 năm 1985, ở Kopong) là một cầu thủ bóng đá người Botswana, hiện tại thi đấu cho Township Rollers.

## Sự nghiệp
Anh thi đấu một trận cho Bay United ở National First Division.
Vào ngày 29 tháng 1 năm 2015, Noah gia nhập Township Rollers